# Etničke grupe Lihtenštajna
Etničke grupe Lihtenštajna -UN Country Population (2007), 35,000 stanovnika (7 naroda)
- Britanci 50 (50,582,000 u 206 zemalja)
- Germanošvicarci 4,200 (5,217,000 u 10 zemalja)
- Lihtenštajnci 25,000	(26,000	u dvije zemlje)
- Nijemci 1,200 (71,235,000 u 81 zemlji)
- Talijani	1,000 (35,356,000 u 63 zemlje)
- Židovi, (njemački) 50 (217,000 u 6 zemalja)
- Walseri 1,500 (33,000 u 8 zemalja)

## Vanjske poveznice
- Liechtenstein